# 파시르리스역

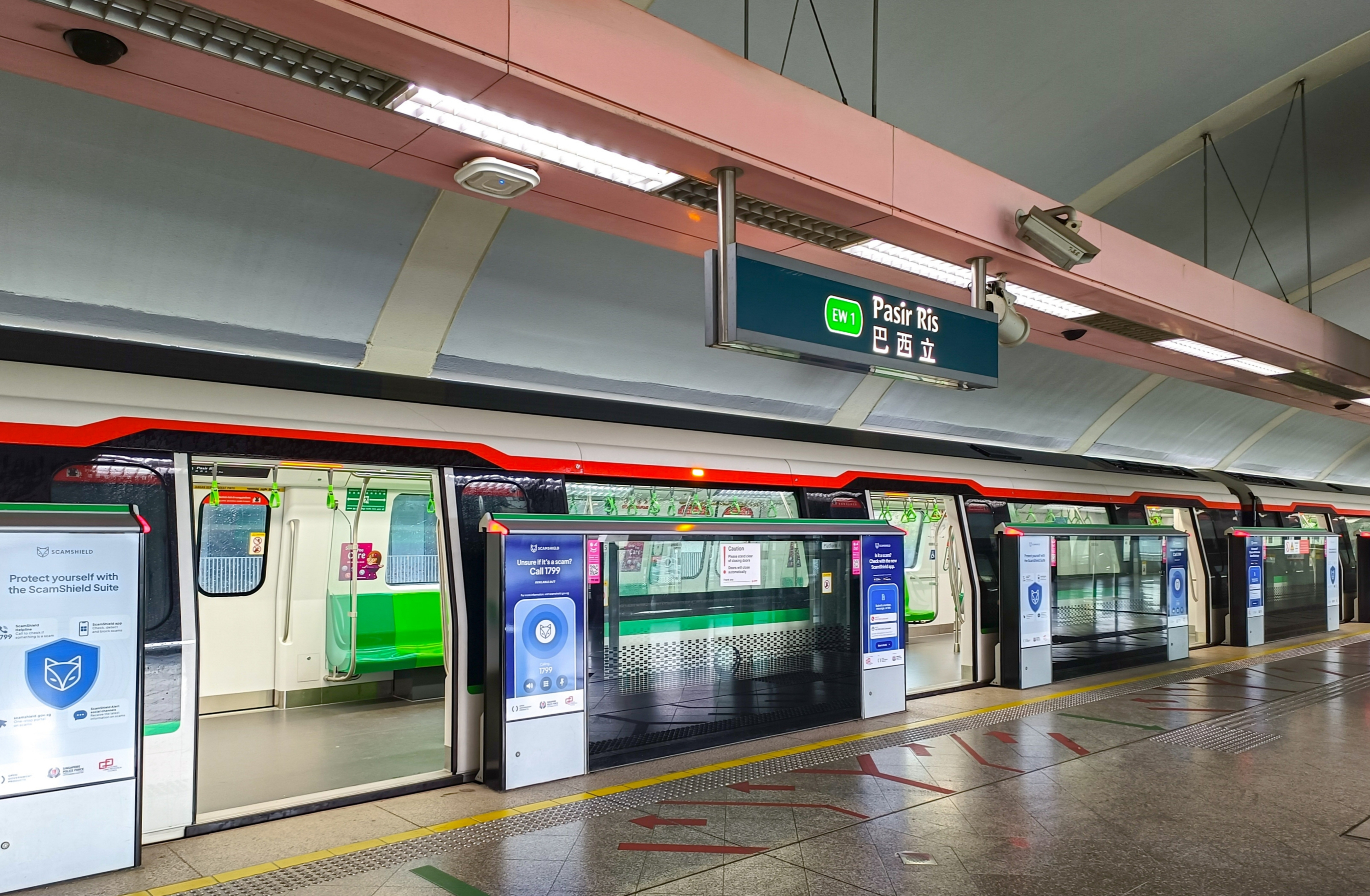

파시르리스역(Pasir Ris MRT station)은 싱가포르 파시르리스의 이스트웨스트선(EWL)에 있는 고가 MRT(Mass Rapid Transit) 역이다. 파시르리스 버스 인터체인지와 화이트샌즈 쇼핑몰에 인접한 파리스리스 센트럴을 따라 위치한 이 호텔은 EWL의 동쪽 종착역이다. 역 외부에는 다른 고가 EWL 역에서도 볼 수 있는 특징적인 돔 모양의 분할 지붕이 있다.
이 역은 1989년 12월 16일 MRT 동부선 연장의 종착역으로 개통되었다. 2016년에는 역에서 떨어진 선로에서 유지보수 직원 2명이 치여 사망했다. 2019년 1월, 2030년 1단계 개통 시 이 역이 크로스 아일랜드 라인(CRL)과의 환승역이 될 것이라고 발표되었다. 또한 이 역은 2032년 풍골역까지 향후 CRL 분기 확장의 종착역이 될 예정이다. 2020년 3월에 발표된 바와 같이 CRL 역은 지하 47미터(154피트)의 네트워크에서 가장 깊은 MRT 역이 된다.